# 1529
| 1529               |
| ------------------ |
| Dødsfald - Fødsler |
|                    |

| Gregoriansk kalender | 1529 MDXXIX             |
| Ab urbe condita      | 2282                    |
| Armensk kalender     | 978 ԹՎ ՋՀԸ              |
| Kinesiske kalender   | 4225 – 4226 戊子 – 己丑 |
| Etiopisk kalender    | 1521 – 1522             |
| Jødisk kalender      | 5289 – 5290             |
| Hindukalendere       |                         |
| - Vikram Samvat      | 1584 – 1585             |
| - Shaka Samvat       | 1451 – 1452             |
| - Kali Yuga          | 4630 – 4631             |
| Iransk kalender      | 907 – 908               |
| Islamisk kalender    | 935 – 936               |

Konge i Danmark: Frederik 1. 1523-1533
Se også 1529 (tal)

## Begivenheder

### Udateret
- den tyrkiske sultan Sulejman 2. den Store rykker fra Ungarn frem til Wien, som belejres

### August
- 5. august - Freden ved Cambrai indgås af Frans 1. af Frankrig og den tysk-romerske kejser Karl 5. Frans afstår fra sine krav på Italien og Karl på Burgund

### September
- 21. september - ved Wien bliver den tyrkiske hær under sultan Süleyman den Prægtige slået

### Oktober
- 15. oktober - Sultan Suleiman den Prægtige opgiver belejringen af Wien, hvorved osmannernes ekspansion i Europa stoppes
- 16. oktober - den tyrkiske hær under sultan Süleyman den Prægtige trækker sig tilbage